# La cambiale di matrimonio

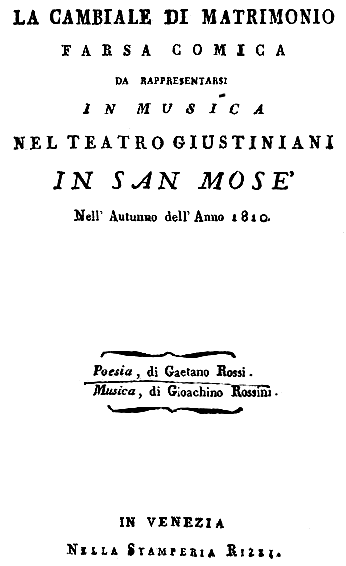
Librettots titelsida, Venedig 1810.

La cambiale di matrimonio (Äktenskapsväxeln) är en opera (farsa comica da rappresentarsi in musica) i en akt med musik av Gioacchino Rossini. Librettot skrevs av Gaetano Rossi och bygger på Camillo Federicis pjäs La cambiale di matrimonio (1791), samt på Giuseppe Checcherinis libretto Il matrimonio per lettera di cambio till Carlo Coccias opera (1807).

## Historia
Av Rossinis första nio operor skrevs fem för Teatro San Moisè i Venedig. Dessa fem var alla enaktsfarser vilka Rossini komponerade mellan 1810 och 1813. Förutom La cambiale di matrimonio bestod de av L'inganno felice, Silkesstegen, L’occasione fa il ladro och Il signor Bruschino. Verket skrevs då Rossini endast var 18 år och fortfarande studerade på Liceo Musicale i Bologna. Teatro San Moisè hade specialiserats sig på komiska farser och hade ursprungligen bet en tysk kompositör att skriva musiken, men då han avled fick den unge Rossini chansen tack vare kompositören Giovanni Morandi och hans hustru, sångerskan Rosa Morandi (vilken sjöng rollen som Fanni vid premiären). Tack vare att teatern inte var särskilt stor kunde Rossini komponera utan att känna pressen som en stor operascen som La Scala eller La Fenice kunde innebära. Operan hade premiär den 3 november 1810 och blev en stor succé med 13 föreställningar. Svensk premiär den 12 februari 1960 på Kungliga Operan (Blancheteatern) i Stockholm där den spelades 65 gånger.
La cambiale di matrimonio var Rossinis första opera att uruppföras. Han hade dock redan hunnit skriva operan Demetrio e Polibio men den hade inte premiär förrän 1812 i Rom.

## Personer
- Sir Tobia Mill, en engelsk köpman (baryton)
- Fanni, hans dotter (sopran)
- Edoardo Milfort, Fannys älskade (tenor)
- Slook, en amerikansk köpman (baryton)
- Norton, Mills betjänt (bas)
- Clarina, Fannys kammarjungfru (mezzosopran)

## Handling
Äktenskapsmäklaren Tobia Mill har lovat skaffa amerikanen Slook en ung vacker hustru och valet har fallit på Mills egen dotter Fannyi, som emellertid älskar Edoardo Milfort. Då amerikanen anländer klargör Edoardo för honom att han ämnar gifta sig med Fanni, som för övrigt är mycket avvisande mot den äkta man fadern har tänkt sig. Slook överlämnar storsint äktenskapsväxeln till Edoardo och gör honom samtidigt till sin arvinge, men då han berättar för Mills att han ändå inte tänker gifta sig med hans dotter utmanar denne honom på duell. Så långt går det dock aldrig, ty då Mills hör att hans dotters älskade skall ärva den rike amerikanen har han förstås inget emot deras äktenskap.

## Musiken
Orkestern består av:
- Träblås: Flöjt, två oboer, två klarinetter, fagott
- Bleckblås: två valthorn
- Stråkar
- Basso continuo

Till ouvertyren använde sig Rossini av en Sinfonia i Ess-dur som hade skrivit ett år tidigare på musikkonservatoriet. Redan här började han sålunda återanvända musik av sig själv, något som han skulle göra i många av sina senare verk. Motiv från La cambiale di matrimonio skulle återkomma i operorna Barberaren i Sevilla (Fannis aria) och L'inganno felice.
Operan består av nio musiknummer:
- Sinfonia
- Nr. 1. Introduktion (Norton, Clarina, Mill): „Non c’è il vecchio sussurrone“ (Scen 1) 
  - Cavatina buffa (Mill): „Chi mai trova il dritto, il fondo“ (Scen 2)
  - Terzett (Clarina, Norton, Mill): „Ma riflettete… considerate“ (Scen 2)
- Nr. 2. Duett (Edoardo, Fannì): „Tornami a dir che m’ami“ (Scen 3)
- Nr. 3. Cavatina (Slook): „Grazie… grazie… Caro amico!“ (Scen 6)
- Nr. 4. Duett (Slook, Fannì): „Darei per sì bel fondo“ (Scen 7)
- Terzett (Slook, Fannì, Edoardo): „Quell’amabile visino“ (Scen 8)
- Nr. 5. Aria (Clarina): „Anch’io son giovane“ (Scen 9)
- Nr. 6. Duett (Mill, Slook): „Dite presto, dove sta“ (Scen 11)
- Nr. 7. Recitativ och aria (Fannì): „Vorrei spiegarvi il giubilo“ (Scen 13)
- Nr. 8. Final: 
  - Kvartett (Mill, Slook, Clarina, Fannì) „Porterò così il cappello“ (Scen 15)
  - Sextett (Mill, Slook, Clarina, Fannì, Edoardo, Norton): „Vi prego un momento“ (Scen 17)